# Qanawat
Qanawat (Arabisch: قنوات) is een dorp in Syrië, gelegen 7 km ten noordoosten van As-Suwayda in het gouvernement met dezelfde naam. Het is de locatie van de oude Romeinse stad Canatha, een van de Decapolis steden.
In de 4e en 5e eeuw was Qanawat een belangrijk centrum van het christendom. Er resten thans de ruïnes van een grote kathedraal. Oorspronkelijk stond hier een noord-zuid georiënteerde Romeinse basilica uit de 2e eeuw. In de 4e eeuw werd ze in een oost-west oriëntatie ingericht teneinde als kerk te kunnen dienen. Een altaar werd ter hoogte van het oostelijk uiteinde geplaatst en een muur met de drie halfcirkelvormige nissen werd gebouwd aan de zuidkant. De ruimte werd in twee gedeeld zodat een tweede kerk ontstond. Tegen de oostelijke muur werd een halfcirkelvormig platform met bisschopstroon gebouwd. Thans vindt men er nog een groot stenen vat waarschijnlijk gebruikt als doopvont. Tegen de buitenzijde van de oostelijke muur zijn verschillende graftombes met versierde sarcofagen te vinden. Hier was de begraafplaats van de clerus. Een van de bisschoppen van Qanawat was aanwezig op het Concilie van Chalcedon in 451.
Andere overblijfselen uit de Romeinse tijd zijn in Qanawat te vinden. Deze zijn echter minder opvallend aanwezig. Het zijn een klein theater, een grote ondergrondse cisterne en een tempel.

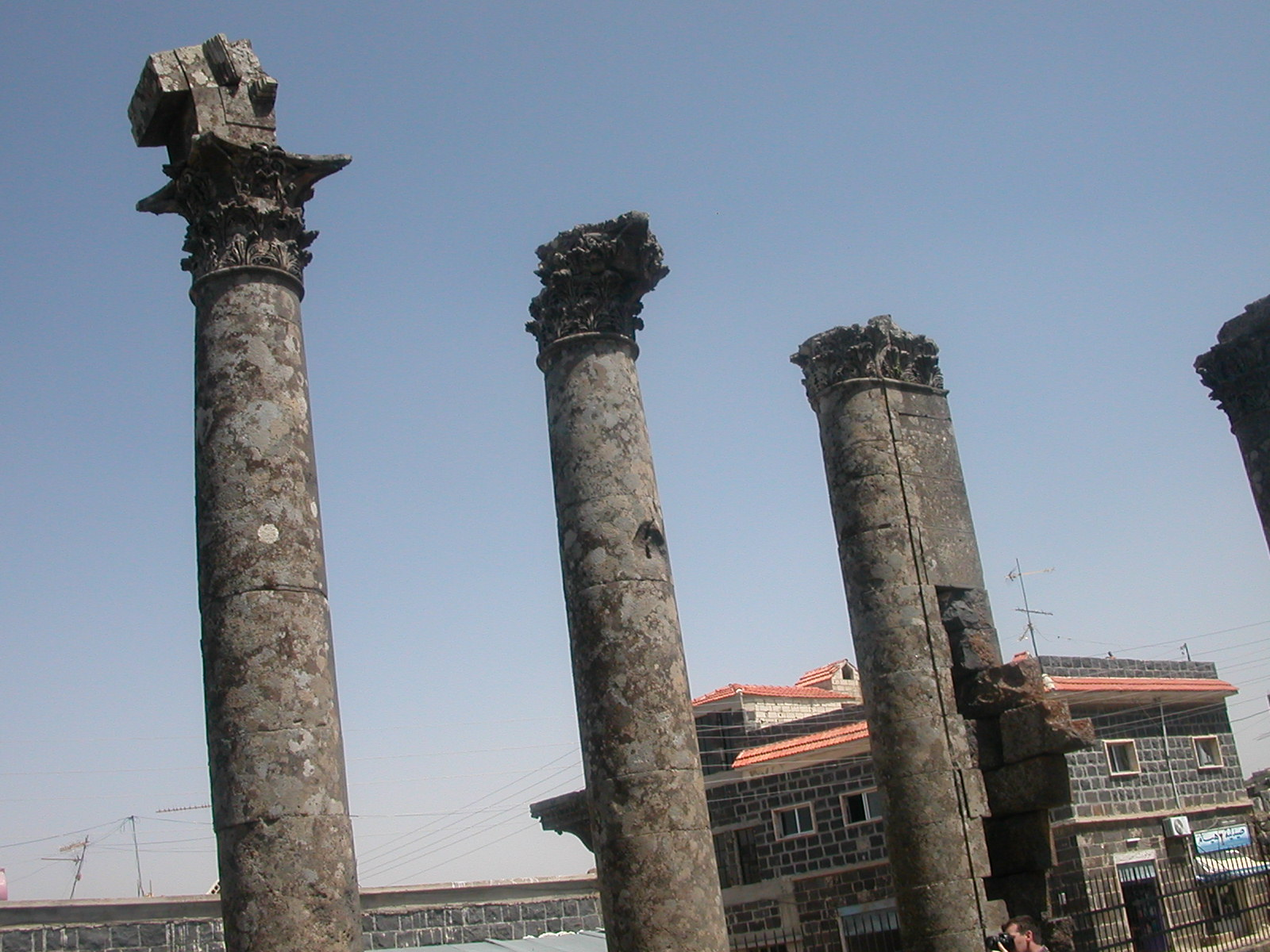
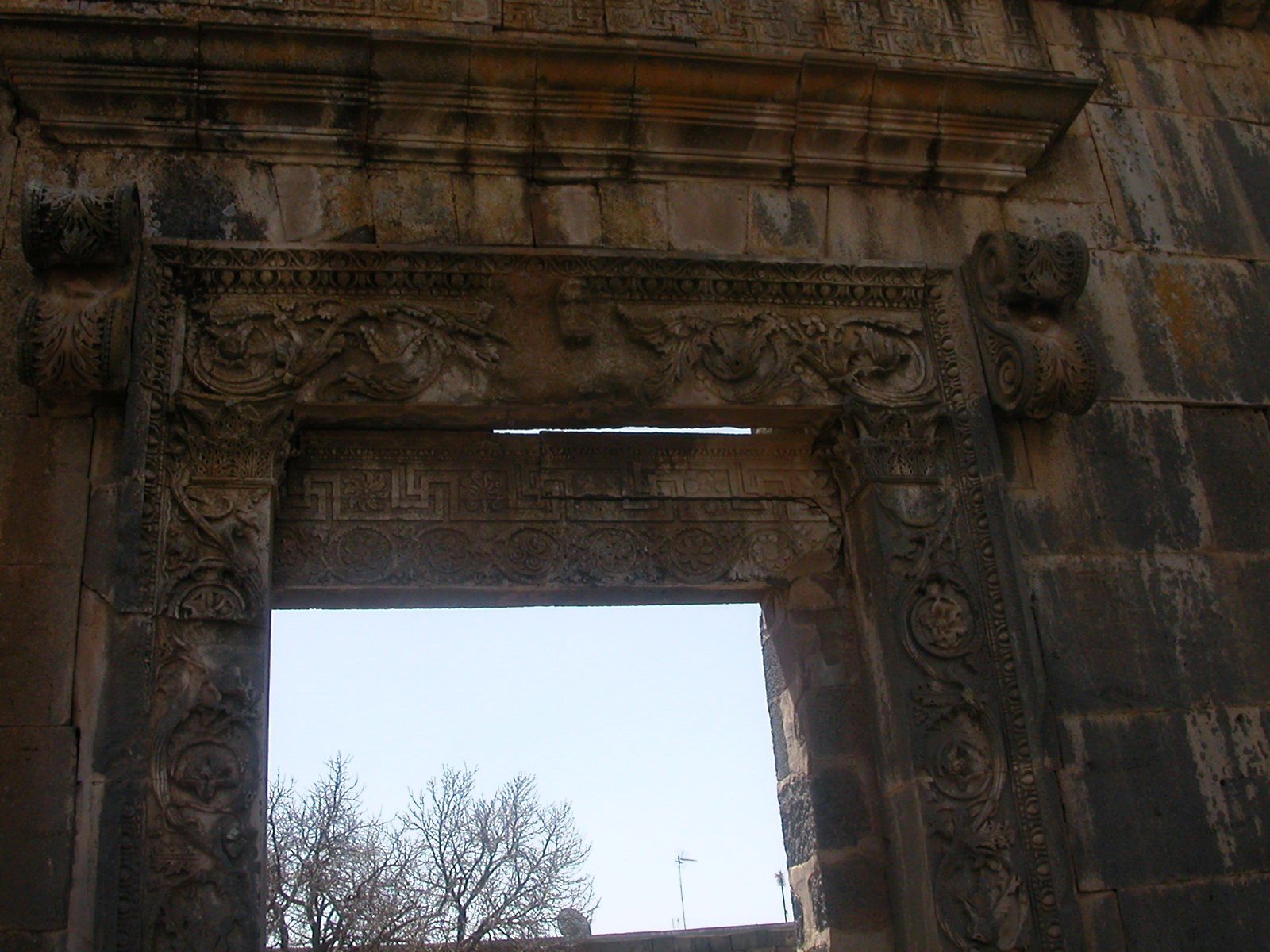
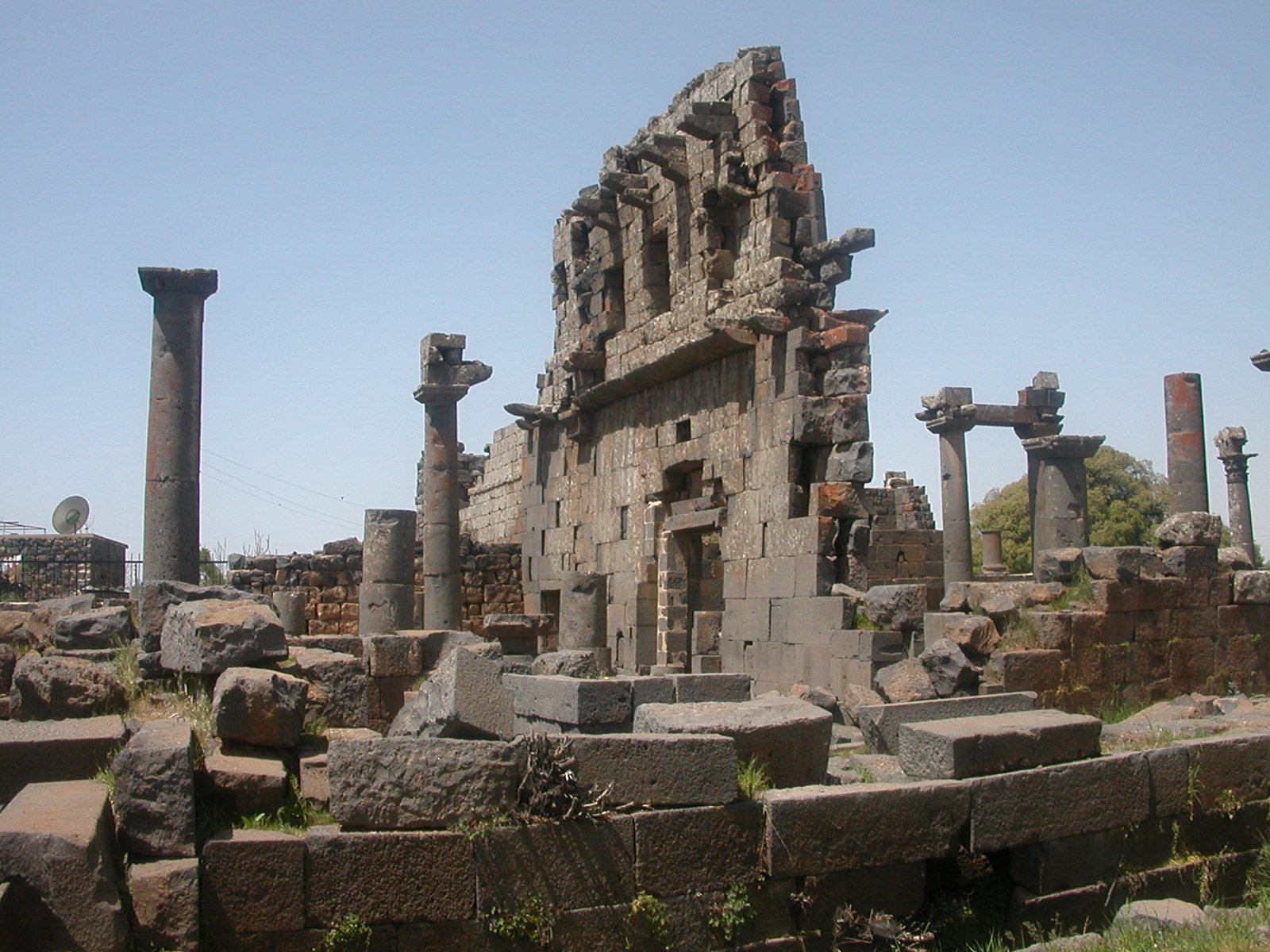
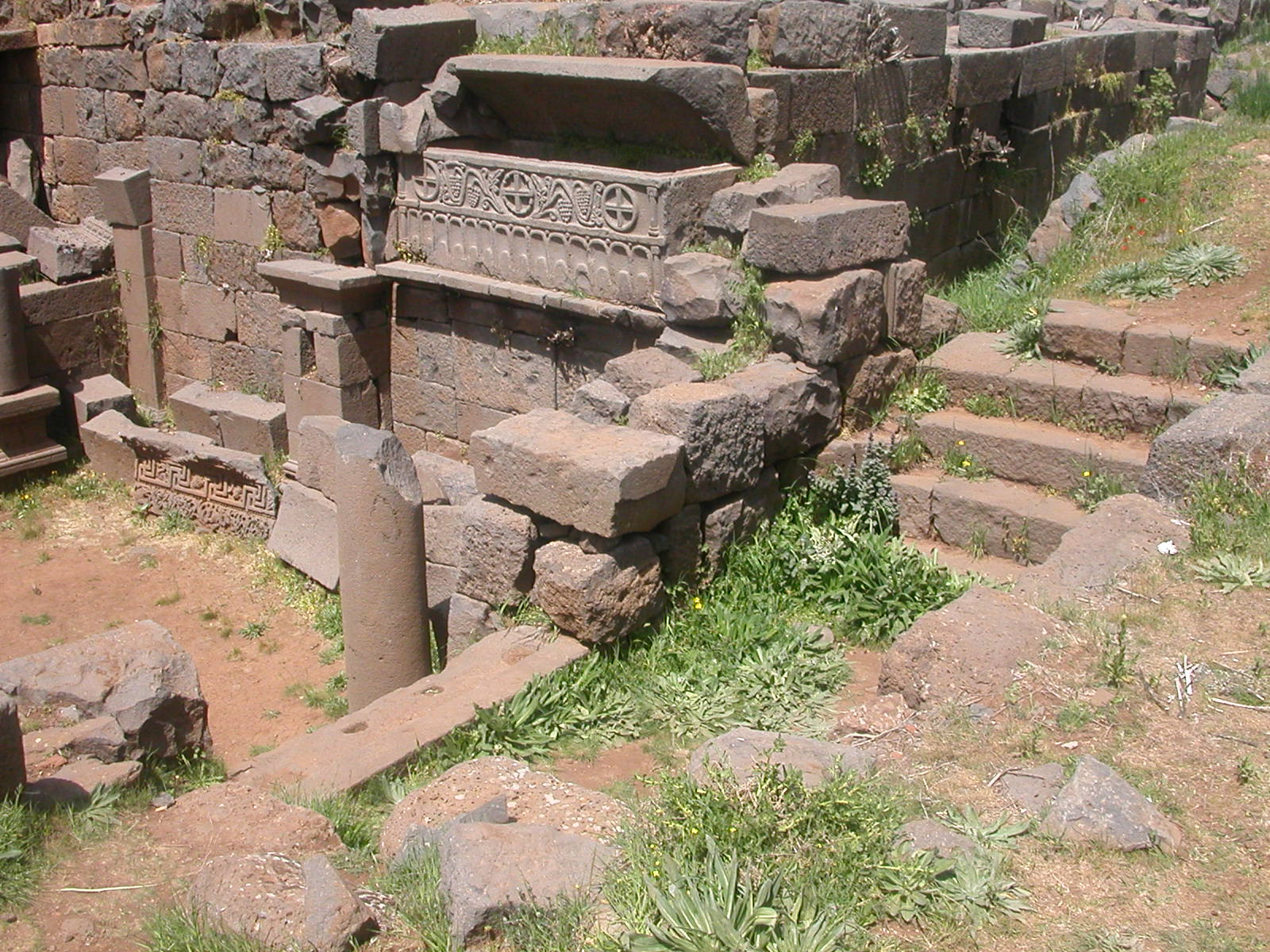

beelden van de kathedraal van Qanawat